# Сила-Новицкий, Владислав
Владислав Сила-Новицкий (пол. Władysław Siła-Nowicki; 22 июня 1913, Варшава — 25 февраля 1994, там же) — польский адвокат, политический деятель.

## Образование, начало юридической деятельности
Окончил юридический факультет Варшавского университета (1935), школу подхорунжих резерва (1938; с чином подпоручика кавалерии). После окончания учёбы начал юридическую практику, в 1936—1939 — сотрудник департамента религии и народного образования.

## Офицер польской армии
Участник сентябрьской кампании 1939 в составе 6-го полка конных стрелков имени великого коронного гетмана Станислава Жолкевского, командовал взводом. После разгрома полка 11 сентября организовал группу, которая направилась к Варшаве и участвовала в обороне старого Отвоцка. 19 сентября был тяжело ранен в правое предплечье. Добрался до Варшавы, затем некоторое время жил в Берестечке (на территории, контролируемой советскими войсками), где женился. Затем Сила-Новицкий вернулся в Варшаву, участвовал в подпольной деятельности в рядах Службы польской победы, затем Союза вооруженной борьбы и Армии Крайовой (АК; псевдоним «Стефан»). В это время был активным участником нелегально действовавшей Партии труда. В 1943—1944 руководил отрядом в составе «Кедива» (управления диверсионной службы) АК в чине Поручика. Участник Варшавского восстания в 1944.

## Подпольная деятельность, суд, тюрьма
После занятия территории Польши советскими войсками участвовал в деятельности тайной организации «Свобода и независимость», в состав которой входили бывшие военнослужащие АК; в 1946-1947 в чине капитана был инспектором этой организации в Люблине. В 1945—1946, одновременно, заместитель председателя люблинской организации легально действовавшей Партии труда. В марте 1947 переехал в Варшаву,  вместе с товарищами по WiN стал готовить побег на Запад. 16 сентября 1947 арестован, во время допросов подвергался пыткам. 3 ноября 1948 приговорён Варшавским военным судом к смертной казни вместе с несколькими другими офицерами WiN. В конце января — начале февраля 1949 участвовал в попытке побега из тюрьмы, потерпевшего неудачу из-за доноса одного из уголовных заключенных.
7 марта 1949 осуждённые по его делу офицеры WiN были казнены, но Сила-Новицкому смертный приговор был заменён пожизненным заключением. Президент Болеслав Берут удовлетворил просьбу родственницы Сила-Новицких Альдоны Дзержинской (сестры Феликса Дзержинского), просившей о снисхождении к осуждённому. Освобождён в результате амнистии 1 декабря 1956. Реабилитирован в 1957.

## Адвокатская и общественная деятельность
С 1959 занимался адвокатской практикой. С 1961 — член варшавского Клуба католической интеллигенции. Участвовал в судебных процессах по реабилитации бывших военнослужащих АК и членов организации «Свобода и независимость». Был защитником в политических процессах. В 1965 был адвокатом (в апелляционной инстанции) молодых оппозиционных активистов Яцека Куроня и Кароля Модзелевского (позднее видных деятелей «Солидарности»), приговорённых, соответственно, к трём и 3,5 годам лишения свободы. В 1967 защищал Нину Карсоф (секретаря слепого историка Шехтера, обвинённого в распространении сведений, «порочащих Народную Польшу»). Карсоф взяла вину на себя, чтобы не подвергать Шехтера тяжёлым испытаниям. Также участвовал в качестве адвоката в 1968 в процессе над социологом и поэтом Янушем Шпотаньским, опубликовавшим сатирическую поэму с критикой коммунистической власти. Карсоф и Шпотаньский были приговорены к трём годам лишения свободы (первый секретарь ЦК ПОРП Владислав Гомулка назвал поэму Шпотаньского «реакционным пасквилем, источающим садистский яд ненависти к нашей партии и органам государственной власти»). В 1969 был временно лишён права на адвокатскую практику, по просьбе кардинала Стефана Вышинского стал юридическим советником польского епископата. В 1970 произнёс речь на похоронах опального писателя-оппозиционера Павла Ясеницы. в 1971 был адвокатом на процессе над членами тайной организации Рух.
В 1975 подписал «Письмо 59-ти», адресованное в Сейм — с протестом против внесения изменений в Конституцию (о руководящей роли ПОРП). С 1977 участвовал в деятельности Комитет защиты рабочих (КОР). В августе 1980 находился (в числе других интеллигентов-оппозиционеров) на Гданьской судоверфи имени Ленина, забастовка которой привела к созданию профсоюза «Солидарность». Активно содействовал деятельности «Солидарности» в 1980—1981, был экспертом её Национальной комиссии. Выступал на собраниях в католических храмах. В 1981—1985 — член высшего адвокатского совета. После введения военного положения 13 декабря 1981 был защитником на процессах членов Конфедерации независимой Польши, бывших членов КОР, деятелей подполья. Представлял интересы матери Гжегожа Пшемыка, избитого до смерти в милицейском комиссариате.
В 1983 был вынужден уйти на пенсию по достижении 70-летнего возраста. В 1984 направил открытое письмо первому секретарю ЦК ПОРП Войцеху Ярузельскому, в котором протестовал против нарушений законности со стороны власти. Против него было возбуждено уголовное дело (по обвинению в оскорблении высших органов государственной власти), прекращённое затем по амнистии.
В середине 80-х годов выступил за диалог с властью, разойдясь по этому вопросу с лидерами «Солидарности». В 1986 вошёл в состав Консультативного совета при председателе Государственного совета Ярузельском. В этом качестве выступил за раскрытие правды в отношении преступления в Катыни. В 1989 принимал участие (с правительственной стороны) в Круглом столе с участием политической оппозиции, работал в группе по политической реформе. В ходе одного из заседаний предложил почтить минутой молчания память двух убитых незадолго до этого католических священников (это заявление не было показано по телевидению, контролируемому ПОРП). Таким образом, и в качестве члена Совета при Ярузельском Сила-Новицкий занимал самостоятельную позицию.
В феврале 1989 участвовал в воссоздании распущенной в 1950 Партии труда, в 1989—1990 был председателем её временного правления. В 1989 участвовал в выборах в Сейм в качестве независимого кандидата, проиграл в Варшаве кандидату от «Солидарности», своему бывшему подзащитному Яцеку Куроню (Сила-Новицкий получил 21 % голосов). В 1989—1994 — вновь член коллегии адвокатов. В 1990—1992 — председатель главного правления Христианско-демократической партии труда. В 1992—1993 — судья Государственного трибунала (в этот период премьер-министром был его друг и коллега по адвокатуре Ян Ольшевский).
Автор воспоминаний, изданных во Вроцлаве в 2002. В 2006 президент Лех Качиньский посмертно наградил его Большим крестом ордена Возрождения Польши.